# Famciclovir
El famciclovir es un medicamento antiviral análogo de la guanina que se utiliza para el tratamiento de las infecciones causadas por el virus del herpes, sobre todo el herpes zóster. Impide la replicación del virus, por lo que acorta la duración de la enfermedad.
Está emparentado con otros fármacos que pertenecen a su misma familia farmacológica, como el aciclovir y el valaciclovir.
Se trata de un profármaco que se transforma en penciclovir que es la sustancia activa.

## Indicaciones
Esa indicado en el tratamiento del herpes zóster, el herpes genital , para evitar las recurrencias en las infecciones por el virus del herpes simple y en el tratamiento de infecciones por el virus del herpes simple en pacientes infectados por el virus VIH.

## Dosis
Está disponible en comprimidos de 125, 250, 500 y 750 mg. Para el tratamiento del herpes zóster, la dosis habitual es 500 mg cada 8 horas durante 7 días.

Es un producto con nefrotoxicidad, que precisa ajuste de dosis en pacientes con insuficiencia renal, determinado por el valor del aclaramiento de creatinina.

## Farmacocinética
El famciclovir oral se absorbe muy bien (biodisponibilidad aproximada de 75%) y es transformado con rapidez en penciclovir por desacetilación de la cadena lateral y oxidación del anillo purínico durante la absorción en los intestinos y después de ocurrida (Gill y Wood, 1996). Por lo señalado, la biodisponibilidad del penciclovir es de alrededor del 75% después de la administración oral del famciclovir.
La presencia de alimentos retrasa la absorción, pero no disminuye la biodisponibilidad global.
El volumen de distribución duplica el del agua corporal total. La semivida de eliminación del penciclovir del plasma es de unas 2 h, en promedio, y más del 90% es excretado sin cambios por la orina, tal vez por filtración y secreción tubular activa. Después de la administración oral de famciclovir, un promedio de 10% de cada dosis se depura por vías extrarrenales, en su mayor parte mediante la excreción por heces, pero el penciclovir (60% de la dosis) y su precursor 6-desoxi (menos del 10% de la dosis) se eliminan sobre todo por la orina predominantemente.

## Efectos adversos
El famciclovir oral se tolera muy bien, pero puede ocasionar cefalea, diarrea y náusea. También se han señalado casos de urticaria, exantema y alucinaciones o estados confusionales (sobre todo en los ancianos).
La tolerancia en el corto plazo del famciclovir es similar a la del aciclovir.
El penciclovir es mutágeno en concentraciones altas in vitro. Los datos de estudios en animales de laboratorio señalan que la administración del famciclovir por largo tiempo es tumorígena y disminuye la espermatogénesis y la fecundidad en roedores y perros, pero la administración durante un año no altera la espermatogénesis en los varones. En animales no se han observado efectos teratógenos, aunque tampoco se ha establecido la inocuidad durante el embarazo. Hasta la fecha no se han identificado interacciones medicamentosas de importancia clínica con el famciclovir o el penciclovir (Gill y Wood, 1996).